# Конрингия восточная
Конри́нгия восто́чная (лат. Conríngia orientális) — вид однолетних травянистых растений рода Конрингия (Conringia) семейства Капустные (Brassicaceae).

## Ботаническое описание
Однолетнее растение.
Стебель 20—70 см высотой, голый.

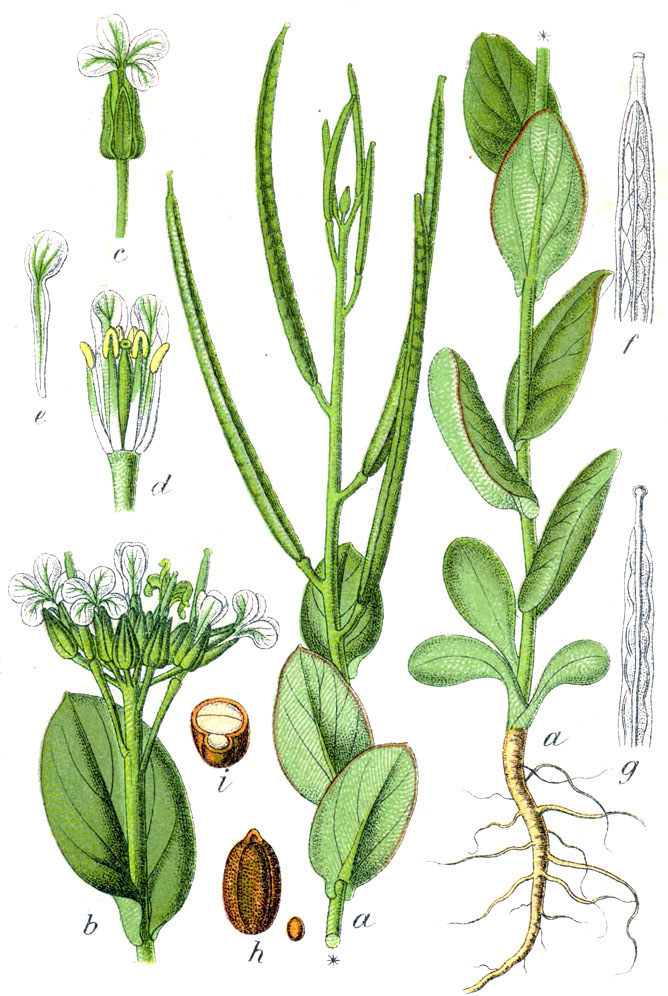
.

Листья цельнокрайные, стеблеобъемлющие, сизо-зелёные; прикорневые — в розетке, продолговато-эллиптические.
Чашелистики длиной 5—7 мм, прямые; боковые — при основании мешковидные; лепестки длиной 9—13 мм, с длинным ноготком, бледно-жёлтые, без окрашенных жилок; цветоножки при плодах отстоящие, длиной до 20 мм.
Стручки косо вверх стоящие или оттопыренные, четырёхгранные, двустворчатые, длиной 5—12 см и толщиной 2—3 мм, заострённые в шиловидный столбик длиной до 4 мм, створки слегка килеватые, с плотной срединной жилкой. Семена коричневые, шероховатые, длиной 2,5—3 мм.
Цветёт в мае—июне. Плоды созревают в июле—августе.

## Распространение и экология
Распространена на юге европейской части России, Кавказе, в Западной Сибири, Передней и Средней Азии.
Растёт по песчаным берегам морей, на полях, залежах, у дорог, на сорных местах.

## Значение и применение
Химический состав изучен недостаточно. Семена содержат 25—40 % жирного масла.
Из молодых розеточных листьев на Кавказе готовят салаты, суповые пюре, супы.
Жирное масло из семян съедобно, оно имеет приятный запах и острый вкус. В некоторых районах Сирии и Ирана местное население собирает семена для получения из них масла.
В Аскании-Нова пытались окультурить конрингию восточную как масличное растение, но отказались от этого намерения из-за низких урожаев семян (2,7—3 ц/га).
Поедается верблюдами хорошо и удовлетворительно, другими сельскохозяйственными животными плохо.

## Классификация

### Таксономия[5]
Conringia orientalis (L.) Dumort., 1827, Fl. Belg. (Dumortier) 123
Вид Конрингия восточная относится к роду Конрингия (Conringia) семейства Капустные (Brassicaceae) порядка Капустоцветные (Brassicales). Кладограмма в соответствии с Системой APG IV по состоянию на июнь 2023 года:
|  |                                      |  |                                   |                                   |                     |  | ещё 16 семейств | ещё 16 семейств |                     |  |  |  | еще 5 подтвержденных видов и 1 вид, ожидающий подтверждения |
|  |                                      |  |                                   |                                   |                     |  | ещё 16 семейств | ещё 16 семейств |                     |  |  |  | еще 5 подтвержденных видов и 1 вид, ожидающий подтверждения |
|  |                                      |  |                                   | порядок Капустоцветные            |                     |  |                 |                 | род Конрингия       |  |  |  |                                                             |
|  |                                      |  |                                   | порядок Капустоцветные            |                     |  |                 |                 | род Конрингия       |  |  |  |                                                             |
|  | отдел Цветковые, или Покрытосеменные |  |                                   |                                   | семейство Капустные |  |                 |                 | Конрингия восточная |  |  |  |                                                             |
|  | отдел Цветковые, или Покрытосеменные |  |                                   |                                   | семейство Капустные |  |                 |                 |                     |  |  |  |                                                             |
|  |                                      |  | ещё 63 порядка цветковых растений | ещё 63 порядка цветковых растений |                     |  |                 | ещё 354 рода    | ещё 354 рода        |  |  |  |                                                             |
|  |                                      |  |                                   | ещё 63 порядка цветковых растений |                     |  |                 |                 | ещё 354 рода        |  |  |  |                                                             |

### Синонимы
- Arabis orientalis  (L.)  Prantl
- Brassica agrestis  Steud.
- Brassica orientalis  L.
- Brassica perfoliata  Lam.
- Brassica turrita  Weig.
- Cakile perfoliata  L'Hér.  ex  DC.
- Caulanthus annuus  M.E.Jones
- Cheiranthus orientalis  (L.)  Cav.
- Conringia perfoliata  Link
- Crucifera conringia  E.H.L.Krause
- Erysimum brassica  Crantz
- Erysimum campestre  Scop.
- Erysimum glaucum  Moench
- Erysimum orientale  (L.)  Crantz
- Erysimum perfoliatum  Crantz
- Gorinkia orientalis  (L.)  J.Presl  &  C.Presl
- Hesperis pulmonarioides  Boiss.
- Sisymbrium tetragonum  Trautv.